# Javier Mejía (director de cine)
Javier Mejía (Medellín, Antioquia, 9 de abril de 1970) es un director de cine, guionista, productor ejecutivo y escritor colombiano. Es comunicador social de la Universidad Pontifica Bolivariana y fue reconocido en 2008 como uno de los jóvenes talentos cinematográficos de América Latina por casa de América (España).. Su ópera prima, Apocalipsur ganó numerosos premios internacionales e incluso fue parte del Festival de Cannes.

## Filmografía
2016, Amazonas (cortometraje "El payaso"
2014, Duni 
2010, El Cartel 2: La guerra total (episodio)
2007, Apocalipsur
1997, Muchachos a lo bien (TV)